# Sheridan County, Nebraska
Sheridan County är ett administrativt område i delstaten Nebraska, USA, med 5 469 invånare. Den administrativa huvudorten (county seat) är Rushville. 

## Geografi
Enligt United States Census Bureau så har countyt en total area på 6 397 km². 6 322 km² av den arean är land och 75 km² är vatten. 

### Angränsande countyn
- Shannon County, South Dakota - norr
- Cherry County - öster
- Grant County - sydost
- Garden County - söder
- Morrill County - sydväst
- Dawes County - väster
- Box Butte County - väster